# Окси (Лоаре)
Окси (фр. Auxy) насеље је и општина у централној Француској у региону Центар (регион), у департману Лоаре која припада префектури Питивје.
По подацима из 2011. године у општини је живело 980 становника, а густина насељености је износила 48,32 становника/km². Општина се простире на површини од 20,28 km². Налази се на средњој надморској висини од 114 метара (максималној 117 m, а минималној 81 m).

## Демографија
| 1962. | 1968. | 1975. | 1982. | 1990. | 2011. |
| ----- | ----- | ----- | ----- | ----- | ----- |
| 780   | 748   | 684   | 656   | 682   | 980   |

График промене броја становника у току последњих година